# Wild Side Story
Wild Side Story är en scenshow, en parodi på West Side Story med inslag av dragshow. Showen har spelats hundratals gånger i Florida, Stockholm, Kalifornien och Spanien mellan åren 1973 och 2004. Föreställningen iscensattes av svenskamerikanen Jacob Truedson Demitz under artistnamnet Lars Jacob.

## Stockholm 1976

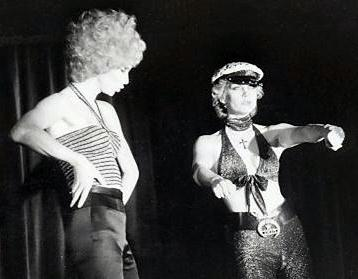
Lindarw och Jones i Wild side storys nummer "Leader of the pack" på Alexandra's 1976.

Första svenska uppsättningen var på Alexandra's 1976. Delägaren Tom Macksey hade hört talas om showen när den gick i Miami Beach, och när Lars Jacob kom till Sverige 1975 bad han honom sätta upp den på Alexandra's med Steve Vigil från AlexCab i huvudrollen. Lars Jacob anlitade sin vän Roger Jönsson i en av de andra rollerna. Roger Jönsson var bekant med Christer Lindarw som han ett år tidigare sett utföra ett improviserat stripteasenummer utklädd till kvinna på en privat fest med temat "Ombytta roller". Det gav Christer Lindarw hans första roll och Wild Side Story hade svensk premiär i januari 1976. Det som Christer Lindarw och Roger Jönsson hade var biroller som puertoricanska transvestiter, men de utgjorde startskottet för After Dark. Särskilt Lindarws begåvning uppmärksammades direkt, men även Ulla Jones, Steve Vigil och Agneta Lindén fick beröm. Hela uppsättningens dräkter designades och nytillverkades av Maria Knutsson på Gul & Blå, men showen lades ner efter bara tre dagar eftersom modern till den unge mannen som spelade en huvudroll (Bernardo) inte tillät sonen vara med.

## Roller
Rollerna i Wild Side Story spelas av tre kvinnor och sex män som gör karikatyrer på broadwaymusikalens karaktärer plus nyskapade figurer som Tonys flickvän Betty-Sue och dragkingen Macho. De två transvestiterna Consuelo och Obvióla är väninnor/konkurrenter till huvudrollen som är Bernardos lillebror José "Maria" Gonzalez. Denne klär så skickligt ut sig till tjej för att få showjobb, att ledaren för fiendegänget kärar ner sig och en bitvis våldsam förvecklingskomedi uppstår.

## Stockholm 1997–2004
På påskafton 1997 inleddes den andra speltiden i Stockholm som pågick periodvis i sju år, särskilt om somrarna, med flera hundra lokala ungdomar i rollerna, tekniken och övriga produktionssysslor. Stockholmsensemblen gjorde ett gästspel på Anfi del Mar på Gran Canaria 2000 och var samma år med som underhållningsinslag i Baren. Rekordveteran var stockholmaren Magnus Olsson (1975-2024) som spelade Bernardo i Wild Side Story över 200 gånger.

## Övriga framföranden

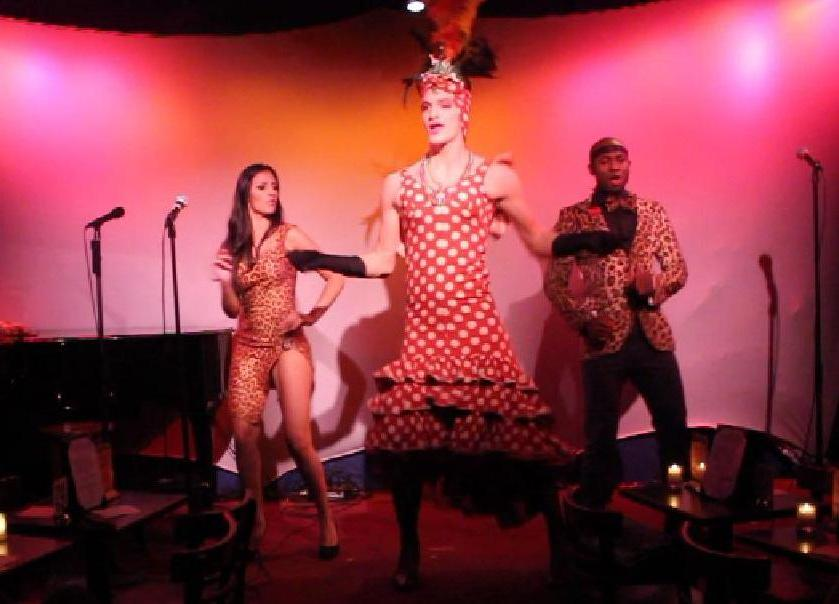
CabarEng framför "Fever" på turné i New York hösten 2011 med Lindarws debutklänning från 1976 av Gul & Blå.

1972 prövades först undergroundshowen inför publik i Florida, med en trupp bestående mest av unga flyktingar från Kuba, och kallades då för West Side Tuna efter deras lilla dragshow. 1973–1975 uruppfördes Wild Side Story i Miami Beach med samma gäng och turnerade 1974 till Tampa. 1977–1980 spelades showen även i Los Angeles bland annat på nattklubbarna Plaza på avenyn La Brea och Osko's på boulevarden La Cienega. 
Ett flertal nummer ur Wild Side Story har forekommit i tisdagskabarén CaCa Bleu i Stockholm 2009–2011, i Cabaret Large A-Cup som framfördes av CabarEngs ensemble i USA hösten 2011, samt i ÄngelCab i Gamla stan 2013. I ett källarvalv under en restaurang på Västerlånggatan gavs i augusti 2013 två hela föreställningar med en ung ensemble för att markera styckets 40-årsjubileum.
Förutom rollinnehavare som är nämnda ovan har tidvis sedan starten 1972 även Lars Jacob själv, Helena Mattsson, Mohombi Moupondo, Jimmie Kersmo, Roxanne Russell, Patrik Hont, Henrik Bergström, Sacha Baptiste och Pontus Platin spelat med i rollerna, och Graham Tainton har koreograferat.